# Geraldo Magela (político)
Geraldo Magela Pereira (Patos de Minas, 26 de dezembro de 1956) é um bancário e político brasileiro. É funcionário do Banco do Brasil desde 1979.
Duas vezes deputado distrital, três vezes deputado federal, Presidente da UNALE – União Nacional dos Legislativos Estaduais, Presidente da COPA – Confederação Parlamentar das Américas e candidato a governador em 2002 e a senador em 2014.
Geraldo Magela Pereira nasceu em Patos de Minas, Minas Gerais, em 26 de dezembro de 1956. Ainda na infância, viveu momentos difíceis após a morte do pai, trabalhador rural, que deixou uma família com nove filhos. Aos 10 anos, Magela começou a trabalhar para contribuir com o sustento da casa. Apesar da tristeza da perda e do peso das novas responsabilidades, a experiência fez Magela conhecer a importância do trabalho. A partir de então, foi aprendiz de sapateiro, entregador de pão, engraxate e auxiliar de escritório.
Apesar das dificuldades, ele conseguiu conciliar o trabalho com os estudos, o que possibilitou ser aprovado em concurso público para Banco do Brasil no ano de 1976. Como bancário, a vida o levou a trilhar muitos outros caminhos que lhe abriram as portas para a vida pública.
Três anos mais tarde, em 1979, Magela iniciou a vida política. Como bancário-servidor público, atuou no movimento sindical em defesa da categoria dos bancários. No mesmo ano, tornou-se membro fundador do Partido dos Trabalhadores e, em 1983, ajudou a fundar a Central Única dos Trabalhadores – CUT.
Em 1990, foi eleito deputado distrital e participou da elaboração da Lei Orgânica do Distrito Federal, dentre muitos outros trabalhos de destaque no primeiro mandato.
Em 1994, além de ser reeleito, ajudou a eleger o então petista Cristóvam Buarque para o governo do Distrito Federal. Naquela época, Magela era o Presidente regional do Partido.
Em 1995, Magela assumiu a Presidência da Câmara Legislativa onde deixou um legado de serviços prestados à população do Distrito Federal. Dentre as ações, destaca-se a aprovação do Código de Ética e Decoro Parlamentar, uma inovação na casa legislativa. Durante essa legislatura, Magela assumiu o Governo do Distrito Federal interinamente.
Em 1997, Magela foi nomeado secretário de Habitação do Distrito Federal quando criou o Programa de Cooperativas Habitacionais.
Em 1998, foi eleito deputado federal. Durante seu primeiro mandato no Congresso Nacional foi considerado um dos principais parlamentares nacionais pelo DIAP –  Departamento Intersindical de Assessoramento Parlamentar. Nesta época também foi eleito Presidente da COPA – Confederação Parlamentar das Américas.
Em 2002, foi candidato a governador do Distrito Federal, protagonizando com Joaquim Roriz a disputa mais acirrada e polêmica de toda a história da capital do país. Recebeu 49,5% dos votos no segundo turno.
Entre 2006 foi eleito para novo mandato de Deputado Federal. Exerceu um dos cargos mais importantes do Congresso Nacional: relator geral do Orçamento do país. Com isso, assegurou recursos para importantes iniciativas do governo federal, como o programa Minha Casa, Minha Vida e o PAC, além de garantir a elevação do valor das aposentadorias e defender o projeto da Ficha Limpa. 
Magela também foi presidente da Frente Parlamentar em Defesa da Cultura no Congresso Nacional, além de ser indicado pelo Departamento Intersindical de Assessoria Parlamentar (DIAP) como um dos parlamentares mais atuantes.
Nas eleições de 2010, Magela foi reeleito deputado federal com mais de 86 mil votos. Em 2011, assumiu, pela segunda vez, a Secretaria de Estado de Habitação, Regularização e Desenvolvimento Urbano do Distrito Federal (Sedhab) com a proposta de implantar uma nova política habitacional na Capital do País.
Em 2014 foi candidato a senador pelo PT, ficando em terceiro lugar na votação.